# 海德尔斯霍芬
海德尔斯霍芬是奥地利下奥地利州阿姆施泰滕县的一个市镇。总面积3199平方公里，总人口3461人，人口密度1.1人/平方公里（2005年）。